# Condensación de Pechmann
La condensación de Pechmann es un método de síntesis de cumarinas a partir de un fenol y un ácido carboxílico o éster que contenga un grupo β-carbonilo. La condensación se lleva a cabo bajo condiciones ácidas. La reacción fue descubierta por el químico alemán Hans von Pechmann. 
Con fenoles muy activos, tales como resorcinol, la reacción puede llevarse a cabo bajo condiciones mucho más suaves. 
Para cumarinas no sustituidas en la posición 4, el método requiere el uso de ácido formil acético (semialdehído malónico) o de un éster. El ácido formilacético no es disponible comercialmente debido a su inestabilidad, pero puede ser sintetizado in situ a partir de ácido málico y ácido sulfúrico a temperaturas mayores a 100 °C. Una vez que se forma, el ácido formilacético da la condensación de Pechmann. Esto proporciona una vía útil para la síntesis de la umbeliferona, una cumarina natural que se utiliza en cosméticos como filtro UV:

## Mecanismo
El mecanismo consiste en una esterificación /transesterificación seguida por el ataque del carbonilo activado orto con respecto al oxígeno para generar el nuevo anillo de cromano. El último paso es una deshidratación, como se ve después de una condensación aldólica. Con fenoles simples, las condiciones se vuelven más difíciles, aunque los rendimientos aún son aceptables.

## Ciclización de Simonis
Una variación de la condensación de Pechmann emplea la reacción con fenoles y β-cetoésteres en presencia de pentóxido de fósforo para dar la cromona. Esta reacción se llama Ciclización de Simonis. La cetona en el cetoéster es activada por el P2O5 para que éste reaccione con el hidroxilo fenólico primero y el grupo éster es activado por el ataque electrofílico del areno.